# Sverdrup Gold Medal
Die Sverdrup Gold Medal ist eine Auszeichnung für Ozeanographie (Wechselwirkung von Ozean und Atmosphäre) der American Meteorological Society. Sie ist nach Harald Ulrik Sverdrup benannt und wird seit 1964 (zuletzt jährlich) vergeben.

## Preisträger
Jeweils mit offizieller Begründung.
- 1964 Henry Stommel für seine herausragenden Beiträge zur Dynamik von Ozeanströmungen, speziell dem Golfstrom, und seine Förderung der Kenntnis der Physik der Ozeane und atmosphärischer Phänomene von der großräumigen Zirkulation der Ozeane zur Kumuluswolken (for his outstanding contributions to the dynamics of ocean currents, especially the Gulf Stream, and for the rich insight with which he has advanced knowledge of the physical nature of oceanic and atmospheric phenomena, ranging from the large-scale circulation of the oceans to cumulus clouds).
- 1966 Walter H. Munk für herausragende Beiträge zur Dynamik von Wind-getriebenen Meeresströmungen und Wellenphänomenen auf der Meeresoberfläche (for his outstanding contributions to the dynamics of wind-driven ocean circulations and wave phenomena on the surface of the sea).
- 1970 Kirk Bryan für herausragende Beiträge zur numerischen Lösung der allgemeinen Zirkulation  der Ozeane basierend auf nichtlinearen, dreidimensionalen Modellen der Ozeane getrieben von Windkraft und unterschiedlicher Erwärmung (for his outstanding contributions to the numerical solutions of the general circulation of the oceans based on nonlinear, three-dimensional models of the oceans driven by wind stress and differential heating.)
- 1971 Klaus Hasselmann für seine Arbeit zur Turbulenz und seine Anwendung von Störungstheorie auf eine breite Palette geophysikalischer Wellenphänomene (for his work on turbulence and his application of weak-coupling theory to a host of geophysical wave phenomena).
- 1972 Wladimir Kamenkowitsch für seine Erweiterung der Transportgleichung von Sverdrup zu einer allgemeinen Theorie der Ozean-Zirkulation, einschließlich des Effekts von Inseln, Küstenlinien, linearen und nichtlinearen Aspekten (for his extension of the Sverdrup transport equation to a general theory of ocean circulation, including the effects of island and coastal boundaries, linear and nonlinear).
- 1975 Owen M. Phillips für seine herausragenden Untersuchungen sowohl von Wellenphänomenen als auch von Turbulenz in den oberen Ozeanschichten und speziell zur Theorie der Erzeugung von Ozeanwellen (for his outstanding studies of both wave phenomena and turbulence in the upper ocean, and in particular for his contributions to the theory of ocean-wave generation).
- 1976 Robert W. Stewart für seine herausragende Führungsrolle in der experimentellen und theoretischen Forschung bei Problemen an der Grenzfläche von Meer und Atmosphäre und der benachbarten turbulenten Grenzschichten von ATmosphäre und Ozean. Er brachte seine hohen Meßstandards aus dem Labor in Feldstudien ein und war ein Pionier in der Messung von Oberflächenwellen und Turbulenz in den oberen Ozeanschichten (for outstanding leadership in experimental and theoretical research in problems of the air–sea interface, and the adjacent turbulent boundary layers of the atmosphere and ocean. He has brought the high standards of measurement and analysis of the laboratory to field studies and has pioneered measurements of surface waves and turbulence in the upper ocean).
- 1977 Raymond B. Montgomery für seine wichtigen Beiträge zur Wechselwirkung von Meer und Atmosphäre, isentroper Analyse, räumliche und zeitliche Analyse der Meeresspiegelhöhe und zum äquatorialen Strömungssystem. Er ermutigte eine ganze Generation von Ozeanographen und Meteorologen durch persönliches Engagement und seine hohen Forschungsstandards und als einer der ersten Herausgeber des Journal of Meteorology/Journal of the Atmospheric Sciences (for his important contributions to air–sea interactions, isentropic analysis, the study of spatial and temporal analysis of sea level, and the equatorial current system. His influence on a whole generation of oceanographers and meteorologists has been profound—through his encouragement, his high standards of scholarship, and as one of the first editors of the Journal of Meteorology/Journal of the Atmospheric Sciences).
- 1981 Jerome Namias für Studien der Rolle des Ozeans in der Variabilität des Klimas. Seine langjährige Beschäftigung mit großräumigen Wechselwirkungen zwischen Meer und Atmosphäre und seine führende, andere inspirierende Rolle in der Forschung (for studies of the ocean's role in climatic variability. His long-term dedication to large-scale, air–sea interaction and inspiring leadership has laid the basis for present progress).
- 1983 Michael S. Longuet-Higgins für seine vielen herausragenden Beiträge zum Verständnis der Dynamik von Oberflächenwellen in Ozeanen, einschließlich der Wechselwirkung von Wellen und Strömung, nichtlinearer Wechselwirkung zwischen Wellen, Welleninstabilitäten und dem Brechen von Wellen (for his many outstanding contributions to our understanding of the dynamics of ocean surface waves, including wave–current interactions, nonlinear interactions among waves, wave instabilities, and wave breaking).
- 1985 S. George Philander für viele herausragende Beiträge zum Verständnis der Wechselwirkung von Meer und Atmosphäre, speziell viele Arbeiten zur Beschreibung, Erklärung und Diskussion des El Nino Problems und insbesondere den Vorschlag neuer physikalischer Prozesse, die viel zu dessen Erklärung beitrugen (for many outstanding contributions to the understanding of the air–sea interaction, particularly in numerous papers describing, discussing, and explaining the El Niño problem, including suggested new physical processes which go far to explaining the observations).
- 1987 James J. O Brien für seine herausragende Führungsrolle in der Erforschung der Wechselwirkung von Meer und Atmosphäre, den Einfluss ozeanischer Schwingungen auf die Klima-Variabilität und von starken Stürmen auf die Struktur des Ozeans (for his outstanding leadership in research on air–sea interactions, the influence of oceanic oscillations on climate variability and of intense storms on oceanic structure).
- 1988 Hisashi Mitsuyasu für Pionier-Experimente zur Dynamik von Ozeanwellen und deren Anwendung auf die Modellierung und Vorhersage von solchen Wellen (for pioneering experimental work on ocean-wave dynamics and its applications to wave modeling and forecasting).
- 1991 Klaus Wyrtki für Pionier-Untersuchungen zur großräumigen Variabilität der Ozeane und speziell seine aufschlussreichen Analysen von Daten aus dem Pazifik (for pioneering studies of large-scale oceanographic variability, especially his revealing analyses of Pacific data).
- 1992 Mark A. Cane für die Einsichten aus seinen vielen theoretischen Studien der großräumigen Wechselwirkung von Meer und Atmosphäre (for the insight provided in his many theoretical studies of large-scale air–sea interaction).
- 1993 Tim P. Barnett für herausragende Beiträge zur Erforschung der Rolle der Ozeane in globalem Klimawandel (for outstanding contributions to research on the role of the oceans in global climate variation).
- 1994 Mark A. Donelan für zahlreiche Beiträge zum Verständnis der Oberflächenwellen auf Ozeanen (for numerous contributions to the understanding of the physics of ocean surface waves).
- 1995 James F. Price für wichtige Interpretationen von Beobachtungen der zeitlichen Variabilität der oberen Ozeanschichten, einschließlich Ekman-Transport, Trägheitskraft-Beobachtungen, Reaktion auf Hurrikane, Ozean-Wirbel und Physik von Mischungs-Grenzflächen (for important interpretations of observations of upper ocean time dependent variability, including Ekman layers, inertial observations, response to a hurricane, oceanic eddies, and mixed layer physics).
- 1996 Julian P. McCreary für grundlegende Beiträge zum physikalischen Verständnis der Dynamik der oberen Ozeanschichten einschließlich El Nino, der äquatorialen Unterströmung, Mischungshorizonten in Ozeanen und östlichen Randströmungen (for fundamental contributions to the physical understanding of upper-ocean dynamics including El Niño, the Equatorial Undercurrent, the ocean mixed layer, and eastern boundary currents).
- 1997 Kristina B. Katsaros für Pionier-Forschung und seine Führungsrolle in Feld-Experimenten und internationale Lehre auf dem Gebiet der Wechselwirkung von Meer und Atmosphäre (for pioneering research, leadership during field experiments, and dedication to international education of air–sea interaction).
- 1998 Willard J. Pierson für seine Beiträge zur Wechselwirkung von Meer und Atmosphäre, speziell Aspekte der Fernerkundung (for his contributions to air–sea interaction, particularly aspects of remote sensing).
- 1999 John Stuart Godfrey für Beiträge zur Abschätzung der Flüsse in Meer und Luft in den Tropen und die Theorie der Ozean-Zirkulation (for contributions to the estimation of air–sea fluxes in the tropics, and to the theory of ocean circulation).
- 2000 Mojib Latif für viele Beiträge zur großräumigen Wechselwirkung von Ozean und Atmosphäre, insbesondere seine Pionierarbeit zu umfassenden verkoppelten Modellen (for his many contributions to the theory of largescale ocean–atmosphere interactions, especially his pioneering work with comprehensive coupled models).
- 2001 Stefan Hastenrath für zahlreiche einsichtsvolle und grundlegende Beiträge für Beschreibung und Diagnose großräumiger Wechselwirkungen von Ozeanen und Atmosphäre (for numerous insightful and fundamental contributions to the description and diagnosis of large-scale ocean–atmosphere interactions).
- 2002 Michael L. Banner für Fortschritte im Verständnis von Wellendynamik, speziell Brechen von Wellen und der Rolle von Wellen in der Wechselwirkung von Ozean und Atmosphäre (for advancing the understanding of wave dynamics, especially wave breaking and the role of waves in air–sea interaction).
- 2003 Robert A. Weller, für seine wissenschaftliche Führungsrolle und nachhaltige Exzellenz in der Entwicklung und innovativen Verwendung von Messtechniken an der Grenzfläche Meer-Atmosphäre (for scientific leadership and sustained excellence in the development and use of innovative measurement techniques in the air–sea boundary layer).
- 2004 Toshio Yamagata, für herausragenden Errungenschaften im Studium von Ozean- und Klima-Dynamik, speziell in Hinblick auf El Nino und der Wechselwirkung von Meer und Atmosphäre im Indischen Ozean (for outstanding accomplishments in the study of ocean and climate dynamics, especially with respect to El Niño and air-sea interaction over the Indian Ocean).
- 2005 Joseph Pedlosky, für Entwicklungen in geophysikalischer Hydrodynamik, einschließlich der Theorie baroklinischer Instabilität und Ozean-Zirkulation, die durch Wind und Auftrieb angetrieben wird (for developing geophysical fluid dynamics, including the theories of baroclinic instability and of ocean circulation driven by wind and buoyancy flux).
- 2006 Peter K. Taylor, für viele wichtige Beiträge zum Verständnis der Wechselwirkung von Ozean und Atmosphäre und für seine entschlossene Führungsrolle in der Erforschung der klimatischen Rolle von Luft-Meeres-Strömungen basierend auf Messungen auf Schiffen (For major contributions to our understanding of oceanatmosphere interactions and for determination and leadership in improving the climatology of airsea fluxes based on measurements from ships).
- 2007 David L. Anderson für seine weitreichenden Beiträge zur Verbesserung der Vorhersagbarkeit und der Vorhersage der Variabilität des Klimas und zu einem besseren Verständnis der Dynamik der Ozeane und von El Nino (For his extensive contributions to improving the predictability and prediction of climate variability and to better understanding the dynamics of the ocean and of ENSO).
- 2008 Dean Roemmich für wesentliche Beiträge zur Messung und dem Verständnis der Rolle der Ozeane im Klima und seine Führungsrolle in Entwicklung und Implementierung des Argo profiling float array (for major contributions to the measurement and understanding of the ocean’s role in climate, and for leading the development and implementation of the Argo profiling float array).
- 2009 Christopher W. Fairall für wichtige und fortgesetzte Beiträge zur Erforschung der Wechselwirkung von Meer und Atmosphäre, speziell die Beobachtung und Modellierung physikalischer und gasförmiger Transfers in unterschiedlichsten Situationen, von ruhigem Wetter bis zu Stürmen, von den Tropen bis zur Arktis (for important, continuing contributions to air-sea interaction research, particularly the observation and modeling of physical and gaseous transfers in conditions ranging from calm to storms, tropical to arctic).
- 2010 Bruce A. Warren, für Fortschritte in unserem Verständnis der allgemeinen Zirkulation in den Ozeanen durch Beobachtung und dynamische Interpretation (for advancing our understanding of the general circulation of the ocean through observations and dynamical interpretation).
- 2011 Eric A. D’Asaro für Pionierarbeiten instrumentaler, beobachtender und analytischer Art zum Verständnis der Reaktion der oberen Ozeanschicht auf atmosphärischen Antrieb (for pioneering instrumental, observational, and analytical progress in understanding upper ocean responses to atmospheric forcing).
- 2012 Allan J. Clarke für grundlegende Beiträge zur Dynamik von Ozeanströmungen und der Wechselwirkung von Luft und Meer und speziell das El Nino Phänomen (for fundamental contributions to the dynamics of ocean currents and air-sea interaction with particular emphasis on El Niño/Southern Oscillation).
- 2013 Ken Melville für Pionier-Beiträge zur Kenntnis der Brechung von Oberflächenwellen und verwandte Prozesse der Wechselwirkung von Luft und Wasser (for pioneering contributions in advancing knowledge on the role of surface wave breaking and related processes in air-sea interaction).
- 2014 John Marshall für seine fundamentalen Einsichten in die Transformation von Wassermassen und tiefe Konvektion und deren Einfluss auf das globale Klima und dessen Wandelbarkeit (for his fundamental insights into water mass transformation and deep convection and their implications for global climate and its variability)
- 2015 Claude Frankignoul, für wesentliche Beiträge zum Verständnis des stochastischen Antriebs der Ozeane durch die Atmosphäre und die Rückkopplung durch die Ozeane (For profound contributions to the understanding of the atmosphere’s stochastic forcing of the ocean and the ocean’s feedback).
- 2016 Michael J. McPhaden für grundlegende und ausgedehnte Beiträge für Verständnis, Beobachtung und Vorhersage der Variabilität von Atmosphäre und Ozeanen in den Tropen (for fundamental and extensive contributions to understanding, observing and forecasting tropical oceanic and atmospheric climate variability).
- 2017 Shang-Ping Xie für grundlegende Beiträge zum Verständnis der der gekoppelten Rückkoppelungsprozesse von Ozean und Atmosphäre die zur klimatischen Variabilitüät und zu Klimaänderung beitragen (For fundamental contributions to understanding the coupled ocean-atmosphere feedback processes involved in climate variability and climate change).
- 2018 Michael Alexander für innovative und einsichtsvolle Studien zur großräumigen Wechselwirkung von Atmosphäre und Meer und ihrer Rolle in der Klimaveränderlichkeit und interdisziplinäre Arbeit über den Einfluss von Klimaveränderung auf das marine Ökosystem (For innovative and insightful studies of large-scale air-sea interactions and their role in climate variability, and interdisciplinary work on climate change impacts on marine ecosystems).
- 2019 Fei-Fei Jin für herausragende und bleibende Beiträge  zum Verständnis der Wechselwirkungen von Ozean und Atmosphäre in den Tropen und mittleren Breiten (For seminal and lasting contributions to understanding ocean–atmosphere interactions in the tropics and mid-latitudes).
- 2020 Peter R. Gent für fundamentale Beiträge zum Verständnis der Rolle des Ozeans im Klima und deren Darstellung in Modellen des Erdsystems (For fundamental contributions to understanding the ocean’s role in climate and its representation in Earth system models).
- 2021 Sarah T. Gille für herausragende Arbeit über Ozeankreisläufe und Wechselwirkung von Atmosphäre und Meer im südlichen Ozean und ihrem Einfluss auf die Kryosphäre, das Ökosystem des Ozeans und das Erdklima (For seminal work on ocean circulation and air-sea interaction in the Southern Ocean and their impact on the cryosphere, ocean ecosystems, and Earth’s climate).
- 2022 Shuyi Chen für grundlegende Beiträge zum Verständnis der tropischen Luft-Meer-Wechselwirkungen durch innovative Verwendung von Beobachtungen und gekoppelter Modellierung von Atmosphäre, Wellen und Ozean. (For fundamental contributions to understanding of tropical air-sea interactions through innovative use of observations and coupled atmosphere-wave-ocean modeling.)
- 2023 Gerald Meehl für die Integration von Beobachtungen, Modellen und Theorie zum Verständnis der Veränderlichkeit und der Veränderungen in Ozean und Atmosphäre. (For seminal work integrating observations, models, and theory to understand variability and change in the ocean and atmosphere.)
- 2025 Wenju Cai, for exceptional and sustained contributions to understanding of ocean and atmosphere interactions in climate responses to global warming.[1]